# Apocephalus emargilatus
Apocephalus emargilatus är en tvåvingeart som beskrevs av Brown 2000. Apocephalus emargilatus ingår i släktet Apocephalus och familjen puckelflugor. Inga underarter finns listade i Catalogue of Life.